# Caso OAS
El Caso OAS es un proceso judicial seguido en Perú por los casos de corrupción que tiene como principal implicada a la empresa constructora brasileña OAS. Forma parte del Caso Lava Jato. Ha involucrado a varios políticos, funcionarios y empresarios en la recepción de coimas para favorecer a dicha empresa en la licitación de obras públicas (cohecho), así como en la entrega de dinero ilícito a favor de las campañas electorales de diversos candidatos presidenciales y municipales (lavado de activos). Al igual que en el caso de la otra constructora brasileña implicada en Lava Jato, Odebrecht, el caso OAS viene minando seriamente la vida política y empresarial del Perú. Las investigaciones del caso se hallan en manos del Equipo Especial de Fiscales del Caso Lava Jato, cuyo coordinador es el fiscal superior, Rafael Vela Barba y sus integrantes, los fiscales provinciales José Domingo Pérez, Germán Juárez Atoche, Carlos Puma Quispe y Norma Mori Gómez.

## Los contratos de OAS
Entre 2009 y 2013, la empresa constructora OAS, ya sea de manera individual o en consorcio, consiguió seis contratos con el Estado peruano, los cuales fueron adjudicados por Ministerios de Estado, la Municipalidad de Lima y el Gobierno Regional de Cusco. La suma total de los contratos asciende a US$ 1200 millones. Son estos los contratos que se hallan bajo investigación de la fiscalía.
En 2009, bajo el segundo gobierno de Alan García, OAS consiguió el trasvase del proyecto de derivación Huascacocha-Rímac, por US$ 67 millones, otorgada por el Ministerio de Vivienda y Construcción. Ese mismo año consiguió el Proyecto Línea Amarilla, concedida por la gestión municipal de Luis Castañeda Lossio, que implicaba US$ 571 millones.
En el 2011, ya bajo el gobierno de Ollanta Humala, el Ministerio de Transportes y Comunicaciones concedió la Carretera Lima-Canta a un consorcio liderado por OAS, por un contrato que ascendía a US$ 116 millones. En el 2012, OAS ganó otro proyecto: la Carretera Quilca-Matarani, por US$ 210 millones.
En 2013, OAS logró que se le otorgaran dos obras más, una del Ministerio de Vivienda y Construcción por US$ 185 millones para construir el Centro de Convenciones de Lima; y otra del Gobierno Regional de Cusco (entonces con Jorge Acurio a la cabeza), para edificar el Hospital Antonio Lorena por US$ 74 millones.

## El sistema de pagos ilícitos de OAS
Las coimas, sobornos y otros pagos ilícitos de la empresa OAS se hacían a través de un departamento denominado Controladoría, que administraba una contabilidad paralela de la compañía. Era similar al Departamento de Operaciones Estructuradas o Caja 2 de la empresa Odebrecht.
Leonardo Fracassi Costa, director de obras de OAS en el Perú, era el operador que coordinaba y entregaba los pagos ilícitos que realizaba la compañía.

## Acuerdo de colaboración eficaz
EL 13 de marzo de 2019, los fiscales del Equipo Lava Jato, junto con la procuradoría del Perú, suscribieron en Sao Paulo un acta de acogimiento a beneficios por colaboración eficaz con los representantes de la constructora OAS. Se trata del primer paso para un posterior acuerdo de colaboración con dicha empresa en el marco de la investigación del Caso Lava Jato. OAS reconoció el pago de sobornos y se comprometió a colaborar con las investigaciones que se siguen en el Perú por el presunto pago de coimas a cambio de la adjudicación de obras públicas.
En ese entonces trascendió que la información que daría OAS sería sobre los presuntos aportes irregulares a la campaña del No y de reelección de la exalcaldesa de Lima Susana Villarán, sus posibles vínculos con el exalcalde de Lima Luis Castañeda Lossio, con el expresidente Ollanta Humala, y con el gobernador regional de Cusco Jorge Acurio; así como con el denominado Club de la Construcción.
El Equipo Especial de Fiscales de Lava Jato, aprovechando su viaje a Curitiba para interrogar a Jorge Barata (del caso Odebrecht), interrogaron a Léo Pinheiro, expresidente de OAS, que se halla preso por el caso Lava Jato de Brasil (su delación había llevado a prisión al mismo expresidente del Brasil, Lula da Silva). Léo Pinheiro (en realidad José Adelmario Pinheiro Filho), se ha convertido en colaborador eficaz y está identificado con el código N.º 130-2019. La diligencia, realizada el 27 de abril de 2019, fue reservada. Inicialmente, no trascendieron a la prensa los testimonios vertidos, pues en ese momento el centro de atención era el caso Odebrecht.
Pero en las semanas posteriores la prensa peruana fue dando a conocer una tras otra las revelaciones, que competen a los casos Villarán, Castañeda, Humala y el Club de la Construcción.
En julio de 2019, el Equipo de Fiscales de Lava Jato fue a Curitiba para interrogar nuevamente a Léo Pinheiro, que confirmó el pago de US$ 220 mil para la campaña de Castañeda del 2014; de US$ 120 mil para una encuesta solicitada por Nadine Heredia; y los sobornos para la obra del Centro de Convenciones de la avenida Javier Prado en Lima (obra del gobierno de Humala), pero precisando que los detalles de esto último deberían darlo los empleados de OAS que se hallan en la capital peruana.

## Caso NO a la Revocatoria y Reelección de Villaran
Al desatarse el Caso Odebrecht con las delaciones premiadas que empiezan a fines de 2016, una de las primeras implicadas fue la exalcaldesa de Lima Susana Villarán (2010-2014) a quien se les abrió varias investigaciones por el Caso Lava Jato.
La investigación del Equipo de fiscales de Lava Jato determinó que la empresa Odebrecht habría financiado con US$ 3 millones la campaña del NO a la Revocatoria de Susana Villarán, en el 2013. Solo posteriormente se supo que OAS también había aportado US$ 3 millones para esa misma campaña y US$ 4 millones para su campaña de reelección de 2014. El intermediario en el cobro de las coimas habría sido el gerente de la Municipalidad y hombre de confianza de Villarán, el economista José Miguel Castro.
La tesis de la fiscalía es que OAS dio esa suma total de US$ 7 millones a cambio de beneficios en la concesión del proyecto vial Vía Parque Rímac (llamado también Línea Amarilla).
El proyecto Vía Parque Rímac, consistía en la construcción, operación y mantenimiento de una nueva vía urbana en paralelo a la Vía de Evitamiento. Este proyecto había empezado en el 2009, bajo la gestión del alcalde Luis Castañeda Lossio, con el nombre de Línea Amarilla. El negocio para OAS era el millonario cobro de peaje, que Castañeda le otorgó por 30 años. Pero el 13 de febrero de 2013, ya bajo la gestión de Villarán, y un mes antes de la consulta de revocatoria, la Municipalidad de Lima y OAS suscribieron una adenda del contrato, que ampliaba la concesión de 30 a 40 años. Otro beneficio insólito para OAS fue el adelanto del cobro del peaje a partir del 10 de octubre de 2013, cuando el contrato original estipulaba que ese cobro solo debía hacerse cuando estuviera la obra avanzada en un 75%; en ese momento solo lo estaba en un 25%.
Cuando el Equipo de Fiscales de Lava Jato interrogaron a los exdirectivos de OAS y preguntó la razón del aporte de US$ 4 millones para la campaña de reelección de la alcaldesa (suma aparentemente elevada, teniendo en cuenta que Villarán nunca fue favorita en las encuestas de intención de voto), la respuesta fue que José Miguel Castro, el gerente municipal, exigió ese monto aduciendo que era lo que se debía pagar por el tamaño del proyecto que estaba en juego. Se refería a la continuidad del proyecto Línea Amarilla-Vía Parque Rímac, que OAS no quería perder por ningún concepto. Según esos mismos testimonios, Castro designó a César Meiggs, un empresario constructor, contratista de la Municipalidad de Lima, como el intermediario para que OAS hiciera los pagos. Villarán perdió la reelección, pero se sospecha que ella y sus colaboradores más cercanos se quedaron con US$ 3 millones de lo aportado por OAS a su campaña.
Las delaciones de Odebrecht y OAS contra Villarán fueron contundentes. Al tratarse de una funcionaria que en ejercicio de su función había recibido dinero de empresas contratistas de la municipalidad, era un caso evidente de cohecho pasivo. También se le sindicó asociación ilícita para delinquir y lavado de activos. La Fiscalía solicitó la prisión preventiva de Villarán por 36 meses, lo que concedió el juez, pero rebajándola a 18 meses, pues consideró que el caso estaba ya bastante avanzando como para prorrogarlo más. También fue sometido a prisión preventiva por 18 meses el exgerente municipal José Miguel Castro. El sustento de la fiscalía para la prisión preventiva de ambos (que no es todavía una sentencia condenatoria), fue que existía peligro de fuga y que podrían obstaculizar el proceso.

## Caso Línea Amarilla y By-pass 28 de Julio
Ya desde 2018, IDL-Reporteros había revelado que OAS había tenido una relación muy amical con el alcalde Luis Castañeda Lossio en dos de sus periodos de gobierno municipal (2007-2010 y 2015-2018). El 12 de noviembre de 2009, la gestión de Castañeda firmó con OAS el contrato de concesión de Línea Amarilla, un importante proyecto vial de Lima (que bajo la administración Villarán de 2010 a 2014 cambió su nombre por el de Vía Parque Rímac). La empresa brasileña se vio sospechosamente favorecida en todas las etapas del proceso que llevaron a dicha firma. También trascendió que OAS habría hecho un aporte a la campaña electoral de Castañeda de 2014, presumiblemente para ser favorecido en la misma obra, que ya con Castañeda nuevamente en el gobierno municipal (2015-2018), recobró su nombre de Línea Amarilla.
También, desde antes de que se dieran las delaciones de los exdirectivos de OAS, se revelaron las conversaciones que el entonces gerente de OAS, Léo Pinheiro, habría tenido con la entonces gerenta de Inversión de la Municipalidad de Lima, Giselle Zegarra, vía correo electrónico y WhatsApp, poco antes de que Villarán dejara la alcaldía a fines del 2014 y asumiera nuevamente Castañeda. En esas conversaciones se revela que Giselle, a nombre de Luis Castañeda, le pide a Pinheiro que no firme el contrato de Río Verde que impulsaba la alcaldesa Villarán, y que se trataba de un parque de 25 hectáreas a lo largo de 4 km del río Rímac. Y efectivamente, no bien asumió Castañeda el gobierno municipal a principios de 2015, se procedió a hacer la modificación. Los fondos de esa obra, por un total de US$ 74,5 millones, fueron destinados para que OAS construyera el controvertido by pass de la avenida 28 de julio.
Por entonces, ya había estallado el escándalo de Lava Jato en Brasil, y Léo Pinheiro fue detenido en noviembre de 2014, dos meses antes de que Castañeda asumiera la alcaldía de Lima. Ya se conocía que OAS, una mega empresa con filiales en varios países del mundo, había desarrollado un esquema de corrupción sin límites. Pese a ello, la Municipalidad de Lima bajo Castañeda no hizo nada para evitar que OAS lograra rematar la totalidad de sus acciones de Línea Amarilla a la empresa francesa Vinci Highways por US$ 1430 millones (dicha empresa conformó LAMSAC para administrar la obra, cuya rentabilidad es millonaria debido a los peajes).
La venta de Línea Amarilla permitió a OAS, atosigada por el Lava Jato brasileño, ganar liquidez para pagar las multas en Brasil y saldar algunas deudas. Se presume que Castañeda recibió algún beneficio por permitir esa transacción, algo que Léo Pinheiro deberá aclarar en el siguiente interrogatorio al que será sometido por el Equipo Lava Jato, programada para junio de 2019.

### Declaraciones de los colaboradores eficaces
En marzo de 2019, tras el inicio de las negociaciones para el acuerdo de colaboración eficaz con OAS, el Equipo de Fiscales Lava Jato empezó a interrogar a los exdirectivos de OAS en Brasil. En abril del mismo año, interrogó a Léo Pinheiro, el exgerente de OAS. En mayo de 2019, la prensa informó que Léo Pinheiro había confirmado un aporte de US$ 100 mil para la campaña electoral de Luis Castañeda Lossio del 2014, en la que resultó triunfador. La reunión entre Castañeda y Pinheiro se habría realizado en la casa del primero, y fue Pinheiro quien le ofreció aportar esa suma, lo que Castañeda aceptó. Los que se encargaron de coordinar el aporte fueron Martín Bustamante Castro (hombre de confianza de Castañeda) y Leonardo Fracassi Costa (exdirector de obras de OAS en el Perú).
Se sabe que el Equipo Especial Lava Jato estaría evaluando requerir la detención preliminar de Luis Castañeda Lossio, por recibir dinero ilícito de OAS, así como para su hijo Luis Castañeda Pardo (exregidor y excandidato al municipio), por la presunta existencia de transferencias de dinero. También se haría el mismo pedido para Martín Bustamante.
El diario El Comercio reveló que, según testimonio del colaborador eficaz 101-2019, fueron en total US$ 220 mil lo que OAS dio para la campaña de Castañeda del 2014, y que la entrega se produjo en el departamento de Martín Bustamante, situado en Miraflores. El dinero fue entregado por Fracassi, en efectivo. También el mismo diario reveló que hasta cinco de los supuestos aportantes a la campaña de Castañeda del 2014 negaron haber hecho los aportes que aparecen registrados en la ONPE bajo sus nombres, y que suman en total S/119 mil.
Otra declaración del colaborador N°110 ante los fiscales del equipo Lava Jato fue que Castañeda, antes de asumir por tercera vez la alcaldía de Lima en el 2015, conminó a OAS a no seguir invirtiendo en el proyecto Río Verde, promovido por la entonces alcaldesa Susana Villarán. De lo contrario, les advirtió que lo cancelaría. En reemplazo de dicho proyecto, Castañeda tenía en mente priorizar el by-pass de 28 de julio. Y así lo hizo, no bien asumió la alcaldía.

### Impedimento de salida del país para Castañeda y otros implicados
El 28 de junio de 2019, el fiscal Carlos Puma solicitó al Poder Judicial que se ordene el impedimento de salida del país para Luis Castañeda por ocho meses, como medida cautelar para garantizar la continuidad de las investigaciones por el caso de las adendas del contrato de concesión del proyecto Línea Amarilla, el by-pass de 28 de Julio y el aumento tarifario de los peajes en 2016, durante su tercera gestión municipal. La fiscalía presume que hubo irregularidades y sospechosos pagos por parte de la constructora OAS. También están incluidos en el pedido de la fiscalía: Giselle Zegarra, exfuncionaria de la Municipalidad Metropolitana de Lima; Martín Bustamante, hombre de confianza de Castañeda; José Luna Gálvez, exdirigente de Solidaridad Nacional y propietario de la Universidad Telesup (hoy en proceso de desactivación por parte de la SUNEDU); Jaime Villafuerte; y Alfieri Lucchetti.
El caso de José Luna merece una explicación: él fue el mayor financista de Solidaridad Nacional, hasta antes de que se separara de dicho partido y fundara uno propio. Existe sospecha de que el dinero de OAS fue canalizado a través de su universidad, que llegó a Castañeda por medio de cheques que han sido detectados por la Unidad de Inteligencia Financiera. Ello también explicaría la obsesión de Castañeda en construir el by-pass de 28 de Julio: delante se halla la sede de la Universidad Telesup.
El 5 de julio de 2019, el fiscal Carlos Puma amplió su pedido de impedimento de salida del país a 36 meses para todos los implicados. Justificó esa ampliación debido a que la investigación se desarrolla bajo la Ley de Crimen Organizado. El Poder Judicial acogió el pedido de la fiscalía e impuso el impedimento de salida del país para todos los implicados, pero solo por 18 meses.

### La confesión de Martín Bustamante
Al verse acorralado por las pruebas y ante una inminente prisión preventiva, Martín Bustamante se acercó al fiscal Carlos Puma para solicitar ser un colaborador eficaz. Ello habría ocurrido en abril de 2019. Bustamante confesó que, efectivamente, había recibido dinero de Odebrecht y OAS destinados a Castañeda. En lo que respecta a OAS, confirmó lo dicho por Pinheiro, en cuya última declaración afirmaba que el dinero entregado a Castañeda ascendía a US$500 mil. Además, Bustamante renunció voluntariamente a la reserva de su identidad como colaborador eficaz, anunciándola públicamente el 8 de agosto de 2019. Para la fiscalía, con esta declaración, el círculo de la investigación contra Castañeda quedaba cerrado.

### Allanamiento de viviendas de Castañeda y otros involucrados
La fiscal del Equipo Lava Jato, Milagros Salazar, solicitó ante el juez Jorge Luis Chávez Tamariz autorización para el allanamiento y registro de la vivienda de Luis Castañeda, en el distrito de Surco. También de viviendas de siete involucrados en el caso, como la de Giselle Zegarra y la de José Luna Gálvez, así como de dos oficinas de la Universidad Privada Telesup. El juez concedió la autorización y la diligencia se realizó el 15 de octubre de 2019.
En la resolución del juez Tamariz se detallaban los argumentos de la fiscalía. Un colaborador eficaz aseguró que para la campaña edilicia de 2014, Castañeda recibió US$ 480 mil de OAS, y US$ 500 mil de Odebrecht, y que los intermediarios en esa transacción fueron Martín Bustamante y José Luna Gálvez.

### Prisión preventiva para Castañeda
El 27 de enero de 2020, la fiscal Milagros Salazar, integrante del Equipo Especial Lava Jato, hizo un pedido de pedido de prisión preventiva de 36 meses para Luis Castañeda, José Luna Gálvez y Giselle Zegarra, investigados por los presuntos delitos de lavado de activos, colusión agravada y asociación ilícita para delinquir. Los tres se hallaban con impedimento de salida por el plazo de 18 meses; sin embargo, la fiscal sostuvo que existía peligro de «reintegración de la presunta organización criminal». Además, sostuvo que identificó acciones de resistencia a la autoridad. Según la fiscalía, OAS habría entregado US$480 mil para la campaña de Castañeda; mientras que Odebrecht dio montos de entre US$100 mil y US$120 mil. Y que Pepe Luna había sido el instrumento para ocultar dichos aportes, utilizando a personas de su entorno como falsos aportantes y a su universidad Telesup, para tal fin.
El 14 de febrero de 2020, la jueza María Álvarez Camacho aceptó parcialmente la solicitud de la fiscal e impuso 24 meses de prisión preventiva para Luis Castañeda, pero a José Luna Gálvez y Giselle Zegarra solo les dio comparecencia con restricciones. Lo que pesó en el caso de Castañeda fue el peligro de obstaculización a la justicia. Castañeda fue trasladado al penal Castro Castro (Lima).

### Arresto domiciliario para Castañeda
El 5 de marzo de 2020, la Sala Penal Anticorrupción varió la prisión preventiva de Luis Castañeda por la de arresto domiciliario, atendiendo el pedido hecho por la defensa, que alegó que su patrocinado padecía varias enfermnedades, entre ellas un cáncer a la próstata.

## Caso Aportes al Nacionalismo
Los vínculos de Ollanta Humala y Nadine Heredia con OAS se remontaban al 2009, dos años antes de que el líder del Partido Nacionalista Peruano ganara la Presidencia de la República. Un colaborador eficaz, interrogado en marzo de 2019, ha contado cómo se dio el encuentro entre Humala y Léo Pinheiro. Este estaba interesado en hacer grandes obras en Perú, pero tenía dificultad con entablar contactos al más alto nivel con el gobierno de entonces (el segundo gobierno de Alan García) que favorecía más a Odebrecht, la otra constructora brasileña. Fue entonces cuando se realizó la reunión de Ollanta Humala y Nadine Heredia, con Léo Pinheiro, en casa de Valfredo de Assis Ribeiro, exgerente general de OAS en el Perú.
La pareja Humala dijeron que ellos también tenían dificultades para realizar su campaña con miras a las elecciones generales del 2011 y que necesitaban dinero. OAS aceptó aportar US$ 10 mil mensuales, por un plazo de un año, pero como no tenía todavía obras en desarrollo en el Perú, se acordó que la entrega del dinero se haría a la amiga de Nadine Heredia, Rocío Calderón, simulando un contrato de trabajo con la empresa brasileña. Esta es la misma Rocío Calderón que en el 2015 se descubrió que era titular de una tarjeta de crédito con la que Nadine Heredia realizó compras por US$ 38 mil en el exterior (también es mencionada en el caso de las agendas). En total, Calderón recibió US$ 180 mil, pues Nadine logró que se alargara en seis meses el aporte de OAS. Ese dinero habría sido usado en la campaña electoral del 2011, por tanto sería dinero ilícito.
Además, se reveló que un exejecutivo de la constructora OAS, acogido a la colaboración eficaz (signado como 101-2019), aseguró que Nadine Heredia, ya como primera dama en el gobierno de su esposo Ollanta Humala, solicitó US$ 230 mil a dicha empresa para contratar encuestadoras de opinión con miras a la campaña presidencial del 2016. Ello ocurrió en septiembre del 2014, cuando el entonces gerente de contratos de OAS en el Perú, Leonardo Fracassi, recibió una llamada en la que le solicitaban una reunión en Palacio de Gobierno con Nadine Heredia. Fracassi atendió la invitación y al llegar a Palacio, le llevaron a una sala donde esperó a Heredia, quien le solicitó US$ 230 mil para hacer sondeos de opinión pública, con el fin de saber las posibilidades que tenía el Partido Nacionalista si se presentaba a las elecciones de 2016. Fracassi trasladó el pedido al dueño de OAS, Léo Pinheiro, quien aceptó. Con dinero proveniente de la Contralodoría de OAS, se hizo a Nadine una entrega inicial de US$ 120 mil, a través del curier Ricardo Silva Ferreira, quien llevó el dinero en una mochila. Pero la entrega del resto del dinero no se pudo concretar, ya que poco después Léo Pinheiro fue detenido en Brasil por casos de corrupción.
Cabe agregar, que, efectivamente, el Nacionalismo lanzó a fines de 2015 la candidatura a la presidencia del exministro Daniel Urresti, acompañado por la exalcaldesa Susana Villarán como candidata a la primera vicepresidencia. Aunque pocos meses después se retiró la candidatura.

## Caso Hospital Lorena del Cusco
Según testimonio brindado por dos exejecutivos de OAS aspirantes a colaboradores eficaces (signados como 105-2019 y 101-2019), la constructora OAS habría pagado como coima el 8% del valor inicial del contrato para lograr que la Oficina de las Naciones Unidas de Servicios para Proyectos (UNOPS) y el Gobierno Regional del Cusco le adjudicaran la construcción del Hospital Lorena, en agosto del 2012. Ese porcentaje representa aproximadamente S/ 15.8 millones (ya que el valor inicial de la obra fue establecido en S/ 197.580.499). Todo ese monto se repartieron el entonces gobernador regional Jorge Acurio Tito, el corredor de seguros Gustavo Salazar Delgado, el asesor Víctor Ricardo Mayorga Miranda (hijo del excongresista nacionalista y exembajador en Cuba Víctor Mayorga) y el empresario Aldo Belaunde.
Gustavo Salazar era operador del gobernador Acurio, y también llegó a representar al asesor de Acurio, Víctor Mayorga; mientras que Aldo Belaunde era operador de UNOPS, aunque no reveló a los directivos de OAS quiénes eras sus contactos en dicha entidad.
Los montos exactos en cada caso no se han precisado aún. Por el momento, se dieron algunos detalles de cómo fue el pago a Aldo Belaunde. A este le correspondía US$ 700 mil. La mitad de dicho monto le fue entregado por Leonardo Fracassi (gerente de obras de OAS en el Perú) en la casa de apuestas de caballos que Belaunde tenía por la avenida Javier Prado, en Lima, y el monto restante se transfirió a una cuenta en un banco europeo, posiblemente en Italia.

## Caso Club de la Construcción
OAS reconoció haber pagado US$ 25 millones al Club de la Construcción, para ser incorporado como miembro del mismo. Se trata de un presunto cártel de constructoras del Perú (entre nacionales y extranjeras), asociadas ilícitamente para repartirse obras adjudicadas por el Ministerio de Transportes y Comunicaciones, y que está siendo investigada por la Fiscalía desde 2017.

## Investigados más notables
| |
| Ollanta Humala Tasso Presidente del Perú Encausado por financiar su campaña electoral de 2006 y 2011 con fondos ilícitos |

| |
| Nadine Heredia Alarcón Primera Dama del Perú Encausada por financiar la campaña electoral de 2006 y 2011 con fondos ilícitos |

| |
| Susana Villarán de la Puente Alcaldesa Metropolitana de Lima Con 24 meses de prisión preventiva por presuntamente recibir dinero ilícito en la campaña del NO a la revocatoria (de parte de Odebrecht y OAS), y en su campaña de reelección (de parte de OAS). |

| |
| Luis Castañeda Lossio Alcalde Metropolitano de Lima Con arresto domiciliario por irregularidades en las obras del Línea Amarilla y el by-pass 28 de Julio. |